# Halálozások 1951-ben
Ez a szócikk az 1951-es évben elhunyt nevezetes személyeket sorolja fel.

## December
| Dátum        | Név                | Foglalkozás / tisztség                                            | Kor | Forrás |
| ------------ | ------------------ | ----------------------------------------------------------------- | --- | ------ |
| december 31. | Makszim Litvinov   | orosz forradalmár, szovjet diplomata, külügyminiszter (1930–1939) | 075 |        |
| december 12. | Mildred Bailey     | amerikai dzsesszénekesnő                                          | 044 |        |
| december 6.  | J. Edward Bromberg | magyar származású amerikai színész                                | 047 |        |

## November
| Dátum       | Név             | Foglalkozás / tisztség                | Kor | Forrás |
| ----------- | --------------- | ------------------------------------- | --- | ------ |
| november 9. | Sigmund Romberg | magyar származású amerikai zeneszerző | 064 |        |

## Október
| Dátum       | Név                | Foglalkozás / tisztség                           | Kor | Forrás |
| ----------- | ------------------ | ------------------------------------------------ | --- | ------ |
| október 25. | Orléans-i Amália   | portugál királyné                                | 086 |        |
| október 6.  | Will Keith Kellogg | amerikai élelmiszergyáros, a Kellogg's alapítója | 091 |        |

## Szeptember
| Dátum | Név | Foglalkozás / tisztség | Kor | Forrás |
| ----- | --- | ---------------------- | --- | ------ |

## Augusztus
| Dátum         | Név                     | Foglalkozás / tisztség           | Kor | Forrás |
| ------------- | ----------------------- | -------------------------------- | --- | ------ |
| augusztus 14. | William Randolph Hearst | amerikai üzletember, sajtómágnás | 088 |        |

## Július
| Dátum      | Név                   | Foglalkozás / tisztség                                                             | Kor | Forrás |
| ---------- | --------------------- | ---------------------------------------------------------------------------------- | --- | ------ |
| július 23. | Henri Philippe Pétain | francia katonatiszt, marsall, első világháborús hadvezér                           | 095 |        |
| július 20. | Wilhelm von Preußen   | német császári és porosz királyi herceg, a Német Birodalom trónörököse (1888–1918) | 069 |        |
| július 13. | Arnold Schönberg      | osztrák zeneszerző, zenetudós                                                      | 076 |        |

## Június
| Dátum     | Név            | Foglalkozás / tisztség                                                                                     | Kor | Forrás |
| --------- | -------------- | --- | --- | ------ |
| június 7. | Paul Blobel    | német SD-tiszt, háborús bűnös                                                                              | 056 |        |
| június 7. | Werner Braune  | német SS-tiszt, háborús bűnös                                                                              | 042 |        |
| június 7. | Erich Naumann  | német SS-tábornok, háborús bűnös                                                                           | 046 |        |
| június 7. | Otto Ohlendorf | német SS-tábornok, háborús bűnös                                                                           | 044 |        |
| június 2. | Hóman Bálint   | történész, országgyűlési képviselő (1932–1945), vallás- és közoktatásügyi miniszter (1932–1938, 1939–1942) | 065 |        |

## Május
| Dátum    | Név           | Foglalkozás / tisztség       | Kor | Forrás |
| -------- | ------------- | ---------------------------- | --- | ------ |
| május 7. | Warner Baxter | Oscar-díjas amerikai színész | 062 |        |

## Április
| Dátum       | Név                 | Foglalkozás / tisztség            | Kor | Forrás |
| ----------- | ------------------- | --------------------------------- | --- | ------ |
| április 29. | Ludwig Wittgenstein | osztrák származású brit filozófus | 062 |        |

## Március
| Dátum       | Név                 | Foglalkozás / tisztség                        | Kor | Forrás |
| ----------- | ------------------- | --------------------------------------------- | --- | ------ |
| március 16. | Janusz Jędrzejewicz | lengyel politikus, miniszterelnök (1933–1934) | 065 |        |

## Február
| Dátum       | Név        | Foglalkozás / tisztség | Kor | Forrás |
| ----------- | ---------- | ---------------------- | --- | ------ |
| február 19. | André Gide | francia író, esszéista | 081 |        |

## Január
| Dátum      | Név                             | Foglalkozás / tisztség                         | Kor | Forrás |
| ---------- | ------------------------------- | ---------------------------------------------- | --- | ------ |
| január 30. | Ferdinand Porsche               | osztrák mérnök, autótervező (Volkswagen Bogár) | 075 |        |
| január 27. | Carl Gustaf Emil von Mannerheim | finn katonatiszt, politikus, elnök (1944–1946) | 083 |        |